# Amaral Aleixo
Amaral Aleixo (né le 30 novembre 1964 en Angola) est un joueur de football international angolais, qui évoluait au poste d'attaquant.

## Biographie

### Carrière en sélection
Amaral Aleixo joue en équipe d'Angola entre 1990 et 1998.

## Palmarès
| Sagrada Esperança - Championnat d'Angola : - Meilleur buteur : 1992 (23 buts).                                                 |  | Petro de Luanda \| - Championnat d'Angola (1) : - Champion : 1992. - Meilleur buteur : 1991 (20 buts). - Coupe d'Angola (1) : - Vainqueur : 1992. \| \| - Supercoupe d'Angola : - Finaliste : 1992. \| |
| - Championnat d'Angola (1) : - Champion : 1992. - Meilleur buteur : 1991 (20 buts). - Coupe d'Angola (1) : - Vainqueur : 1992. |  | - Supercoupe d'Angola : - Finaliste : 1992. |